# Willesden Green
Willesden Green – dzielnica Londynu, w Wielkim Londynie, leżąca w gminie Brent. Leży 10,3 km od centrum Londynu. W 2011 roku dzielnica liczyła 15 587 mieszkańców.